# Romain Iannetta

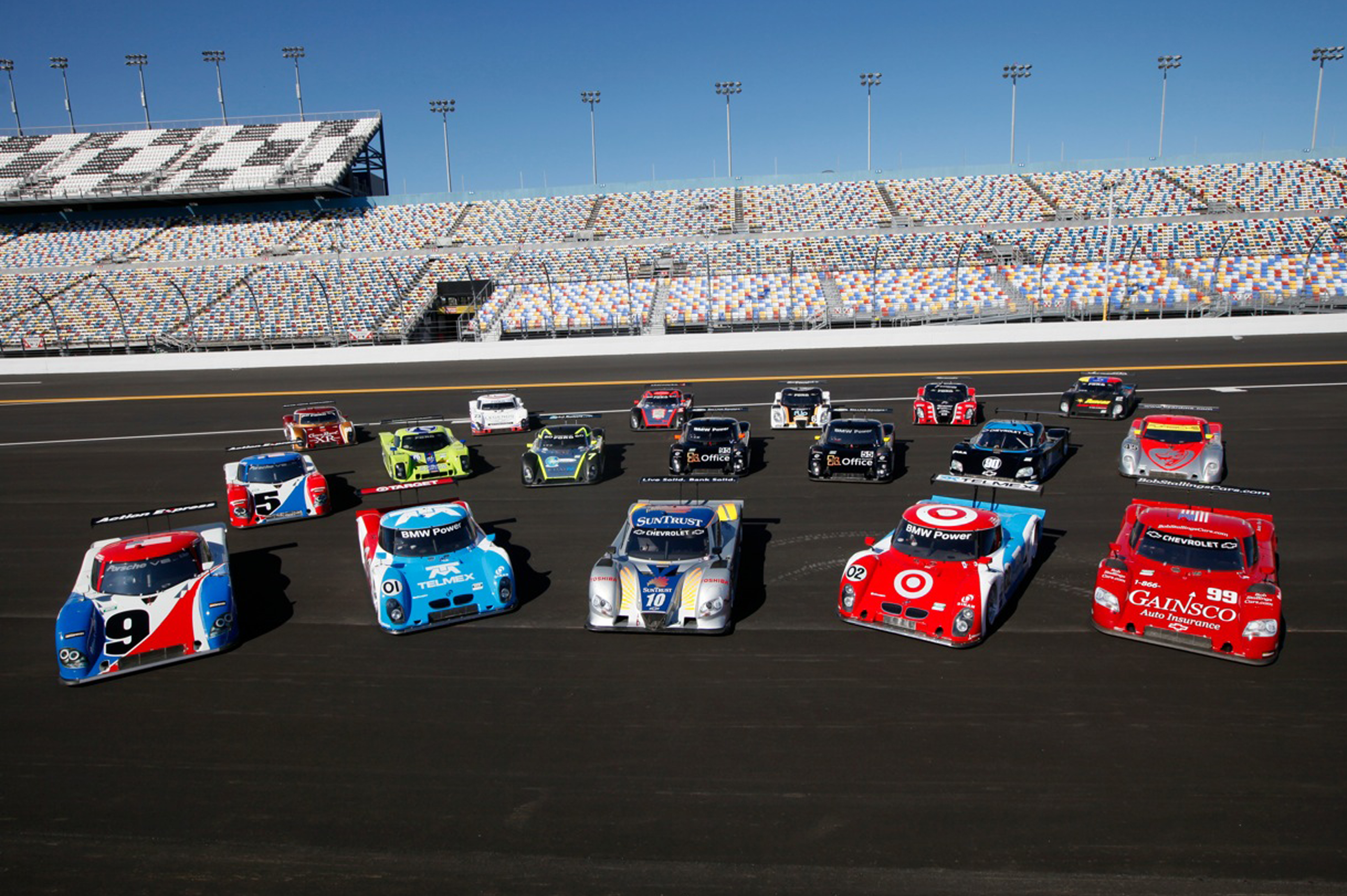
Der Riley MkXI (dritte Reihe rechts) mit dem Romain Iannetta beim 24-Stunden-Rennen von Daytona 2011 am Start war

Romain Iannetta (* 27. November 1979 in Villecresnes) ist ein französischer Autorennfahrer und der Neffe von Alain Iannetta.

## Karriere
Romain Iannetta begann seine Karriere im Jahr 2000 in der französischen Formel-Ford-Meisterschaft, wo er 2002 hinter Julien Schell die Vizemeisterschaft gewann.
Iannetta wechselte nach der Formel Ford bald in den GT- und Tourenwagensport und ging ab 2004 in den nationalen französischen Meisterschaften an den Start. Seit 2011 ist er in der NASCAR Whelen Euro Series engagiert, mit der bisher besten Schlussplatzierung 2011, als er Gesamtvierter wurde. Fünfmal war er beim 24-Stunden-Rennen von Le Mans am Start, konnte sich aber nur im vorderen Feld des Schlussklassements platzieren. 
Abseits des Motorsports ist er als Stuntfahrer aktiv. Unter anderem fuhr er Fahrzeuge im Film Die Bourne Identität.

## Statistik

### Le-Mans-Ergebnisse
| Jahr | Team                  | Fahrzeug            | Teamkollege           | Teamkollege       | Platzierung     | Ausfallgrund |
| ---- | --------------------- | ------------------- | --------------------- | ----------------- | --------------- | ------------ |
| 2005 | Noël del Bello Racing | Courage C65         | Ni Amorim             | Christophe Pillon | Ausfall         | Mechanik     |
| 2006 | Gordon Racing Team    | Porsche 911 GT3-RSR | Yves-Emmanuel Lambert | Christian Lefort  | nicht klassiert |              |
| 2007 | Noël del Bello Racing | Courage LC75        | Vitaly Petrov         | Liz Halliday      | Ausfall         | Schaltung    |
| 2009 | Creation Autosportif  | Creation CA07       | Jamie Campbell-Walter | Vanina Ickx       | Rang 24         |              |
| 2012 | Status Grand Prix     | Lola B12/80         | Alexander Sims        | Yelmer Buurman    | Ausfall         | Motorschaden |